# Izraelskie ataki na siły UNIFIL w An-Nakurze
Izraelskie ataki na siły UNIFIL w An-Nakurze – ataki Sił Obronnych Izraela (IDF) na główną bazę dowództwa UNIFIL oraz okoliczne posterunki w dniach 10–11 października 2024 roku.
Incydenty te są naruszeniem Rezolucji Rady Bezpieczeństwa ONZ nr 1701.

## Tło
1 października 2024 roku Izrael rozpoczął inwazję na południowy Liban – siły UNIFIL nie interweniowały i pozostały na swoich pozycjach.
4 października IDF nakazały irlandzkiemu personelowi UNIFIL wycofanie się z jednego ze swoich stanowisk. Przedstawiciele misji pokojowej i irlandzkiego rządu odmówili.
W głównej bazie w An-Nakurze stacjonuje Polski Kontyngent Wojskowy w Libanie.

## Incydenty
Według informacji ONZ, wieczorem 9 października żołnierze Sił Obronnych Izraela „umyślnie ostrzelali i wyłączyli” system monitoringu wideo w bazie UNP 1-31 oraz system oświetleniowy oraz przekaźnik radiowy w bazie UNP 1-32A przy użyciu broni ręcznej.
10 października 2024 wojska izraelskie otworzyły ogień do trzech pozycji UNIFIL w południowym Libanie, w tym do głównej bazy UNIFIL w an-Nakurze. Dwóch indonezyjskich żołnierzy zostało rannych, gdy izraelski czołg ostrzelał wieżę obserwacyjną. Tegoż dnia Izrael zażądał natychmiastowego wycofania całego personelu UNIFIL znajdującego się w promieniu 5 km od granicy izraelsko-libańskiej, czyli wszystkich pozycji misji w południowym Libanie. Państwa biorące udział w misji jednogłośnie odmówiły.
11 października IDF ponownie zaatakowały bazę w an-Nakurze. Dwóch lankijskich żołnierzy UNIFIL zostało rannych, w tym jeden poważnie, a mur bazy został uszkodzony przez buldożer izraelskiej armii.

## Reakcje
- ONZ nazwała atak „poważnym wydarzeniem”[13].
- Irlandia: wicepremier Micheál Martin oświadczył, że „umyślne strzelanie” do posterunków UNIFIL stanowi „niedopuszczalne naruszenie prawa międzynarodowego”[14].
- Unia Europejska „nie akceptuje takich ataków na przedstawicieli Tymczasowych Sił Zbrojnych ONZ”, oznajmił rzecznik Komisji Europejskiej Peter Stano[15]. Rządy Francji, Włoch i Hiszpanii wydały wspólne oświadczenie potępiające ataki[12].
- Stany Zjednoczone wezwały Izrael do „nieatakowania” baz UNIFIL[12].
- Polska: minister obrony narodowej Władysław Kosiniak-Kamysz poinformował, że „w wyniku ataków nie ucierpiał żaden z polskich żołnierzy stacjonujących w Libanie”[5].

## Kolejne incydenty
W kolejnych dniach Izrael wielokrotnie dokonywał podobnych naruszeń i atakował inne bazy oraz posterunki sił UNIFIL, w tym m.in. w osadzie Ramja, gdzie ostrzał ranił 15 żołnierzy wojsk rozjemczych.